# Kilian Toscano
Kilian Toscano (Tolúviejo, 2 marzo 2004) è un calciatore colombiano, centrocampista dell'Atlético Nacional.

## Carriera

### Club
Cresciuto nel settore giovanile dell'Atlético Nacional, ha debuttato in prima squadra l'11 luglio 2022 nell'incontro di prima divisione colombiana pareggiato 1-1 contro l'Inter de Palmira; nel 2024 è stato promosso stabilmente in prima squadra, dove ha iniziato a giocare con maggior frequenza.

### Nazionale
Ha giocato con la nazionale colombiana Under-20.

## Statistiche

### Presenze e reti nei club
Statistiche aggiornate all'11 luglio 2025.
| Stagione        | Squadra           | Campionato      | Campionato | Campionato | Coppe nazionali | Coppe nazionali | Coppe nazionali | Coppe continentali | Coppe continentali | Coppe continentali | Altre coppe | Altre coppe | Altre coppe | Totale | Totale | Totale |
| Stagione        | Squadra           | Comp            | Pres       | Reti       | Comp            | Pres            | Reti            | Comp               | Pres               | Reti               | Comp        | Pres        | Reti        | Pres   | Reti   |        |
| --------------- | ----------------- | --------------- | ---------- | ---------- | --------------- | --------------- | --------------- | ------------------ | ------------------ | ------------------ | ----------- | ----------- | ----------- | ------ | ------ | ------ |
| 2022            | Atlético Nacional | A               | 1          | 0          | CC              | 0               | 0               | CL                 | 0                  | 0                  | -           | -           | -           | 1      | 0      |        |
| 2023            | Atlético Nacional | A               | 2          | 0          | CC              | 0               | 0               | CL                 | 0                  | 0                  | SL          | -           | -           | 2      | 0      |        |
| 2024            | Atlético Nacional | A               | 14         | 0          | CC              | 4               | 0               | CL                 | 0                  | 0                  | -           | -           | -           | 18     | 0      |        |
| 2025            | Atlético Nacional | A               | 13         | 0          | CC              | 1               | 0               | CL                 | 0                  | 0                  | SL          | 0           | 0           | 14     | 0      |        |
| Totale carriera | Totale carriera   | Totale carriera | 30         | 0          |                 | 4               | 0               |                    | 1                  | 0                  |             | 0           | 0           | 35     | 0      |        |

## Palmarès

### Club

#### Competizioni nazionali
- Campionato colombiano: 2

Atlético Nacional: 2022 (Apertura), 2024-II
- Copa Colombia: 2

Atlético Nacional: 2023, 2024
- Súper Liga: 1

Atlético Nacional: 2025